# Funcionalismo contra intencionalismo

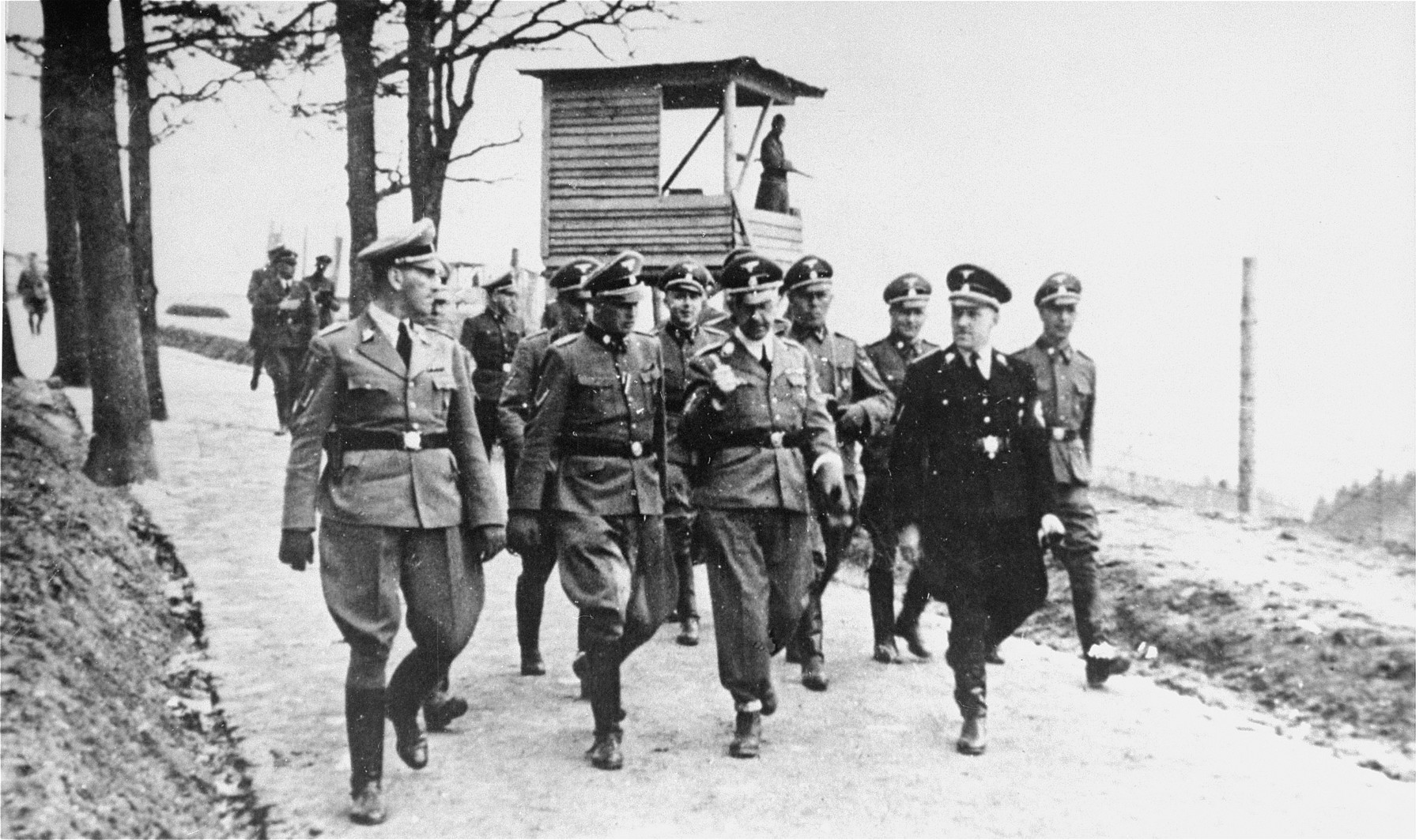
Heinrich Himmler visita Mauthausen, que fue inaugurado el 8 de agosto de 1938, unos meses después del Anschluss de Austria y Alemania el 12 de marzo de 1938, que marcó el comienzo de la campaña de Adolf Hitler por Europa. El sitio para el campo fue elegido por el Reichsführer-SS Heinrich Himmler, el jefe de las SS y el hombre que tenía autoridad sobre todos los campos. El lugar estaba en una zona agrícola, pero cerca del Wienergraben, una cantera municipal que abastecía de piedras de granito a la ciudad de Wien (Viena).

Funcionalismo versus intencionalismo es un debate historiográfico sobre los orígenes del Holocausto, así como sobre la mayoría de aspectos relacionados al Tercer Reich, como por ejemplo su política exterior. El debate sobre los orígenes del Holocausto se centra esencialmente en dos preguntas:
- ¿Hubo un plan maestro por parte de Adolf Hitler para lanzar el Holocausto? Los intencionalistas argumentan que existía tal plan, mientras que los funcionalistas argumentan que no lo había.
- ¿La iniciativa del Holocausto vino desde arriba ordenado expresamente por Adolf Hitler o desde abajo dentro de las filas de la burocracia alemana? Aunque ninguna de las partes discute la realidad del Holocausto, ni existe una disputa sobre la premisa de que Hitler (como führer) fue personalmente responsable de alentar el antisemitismo que permitió que ocurriera el Holocausto, los intencionalistas argumentan que la iniciativa provino desde arriba, mientras que los funcionalistas sostienen que esta provino desde los rangos inferiores dentro de la jerarquía burocrática nazi.

Los términos fueron acuñados en 1981 durante un ensayo realizado por el historiador marxista británico Timothy Mason. Entre los funcionalistas destacados se puede encontrar a Raul Hilberg, Christopher Browning, Hans Mommsen, Martin Broszat y Zygmunt Bauman, mientras que entre los connotados intencionalistas están Andreas Hillgruber, Karl Dietrich Bracher, Klaus Hildebrand, Eberhard Jäckel, Richard Breitman, Lucy Dawidowicz y Daniel Jonah Goldhagen.

## Orígenes del debate
La búsqueda de los orígenes del Holocausto comenzaron casi tan pronto como terminó la Segunda Guerra Mundial. Durante los Juicios de Núremberg transcurridos entre 1945 y 1946, la «Solución final a la cuestión judía en Europa» fue representada por la fiscalía como parte del plan a largo plazo de parte de los jerarcas nazi, lo cual se remonta a los cimientos del partido homólogo en 1919. Posteriormente, la mayoría de los historiadores se suscribieron a lo que sería hoy considerado como una interpretación extrema del intencionalismo. Libros como «The Twisted Road to Auschwitz» («El Camino Retorcido a Auschwitz») de Karl Schleunes, publicado en 1970, influyeron en una serie de historiadores para cuestionar la interpretación prevaleciente y sugirieron que no había un plan maestro para el Holocausto. En la década de 1970, los defensores de la escuela de pensamiento intencionalista eran conocidos los del «camino directo a Auschwitz» o como «programadores» puesto que insistían en que Hitler estaba cumpliendo un programa. Los defensores de la escuela funcionalista, en cambio, eran conocidos como los del «camino tortuoso hacia Auschwitz» o como «estructuralistas» debido a su insistencia de que eran las estructuras internas de poder de la Alemania Nazi las que cristalizaron en la política del Holocausto.
En 1981, el historiador británico Timothy Mason publicó un ensayo titulado "Intención y Explicación", el cual fue un ataque parcial a las posiciones de Karl Dietrich Bracher y Klaus Hildebrand, a quienes Mason acusó de centrarse demasiado en la figura de Adolf Hitler en lugar de hacer una explicación concreta del Holocausto. No obstante, en este ensayo, Mason también interpeló a los seguidores del "camino retorcido a Auschwitz" (funcionalistas) por su creencia de que el Holocausto principalmente surgió como parte del funcionamiento del Estado nazi. Los términos «intencionalista» y «funcionalista» han reemplazado en gran parte los términos anteriores utilizados para significar las escuelas de pensamiento en conflicto.

## Debate

### Intencionalistas
Aquellos historiadores que toman una línea intencionalista, como Andreas Hillgruber, argumentan que todo lo que sucedió después de la Operación Barbarroja fue parte de un plan maestro el cual Hitler concretó tras fraguarlo en la década de 1920. En 1967, Hillgruber escribió lo siguiente acerca de Hitler en su libro «Alemania y las dos guerras mundiales»:

La piedra angular del expansionismo continental de su programa fue la conquista de la Rusia europea. Esta así, estuvo para Hitler inextricablemente unida al exterminio de estos «bacilos» (los judíos). De acuerdo a su concepción, habían ganado el dominio sobre Rusia con la Revolución bolchevique. Rusia se convirtió de ese modo en el centro desde el cual irradiaba un peligro global, particularmente amenazante para la «raza aria y su núcleo alemán». Para Hitler, el bolchevismo significaba el gobierno consumado de la «judería», mientras que la democracia -como se había desarrollado en Europa occidental y Weimar- representaba una etapa preliminar del bolchevismo, ya que los judíos allí ganaban una influencia principal, más no todavía dominante. Este componente racista del pensamiento de Hitler estaba tan estrechamente entrelazado con el elemento político central de su programa, la conquista de la Rusia europea. La derrota de Rusia y el exterminio de los judíos fueron, en teoría, como más tarde en la práctica, inseparables para él. Sin embargo, para el objetivo de la expansión per se, Hitler no dio fundamentos raciales, sino políticos, estratégicos, económicos y demográficos.

El historiador alemán Helmut Krausnick esgrimía lo siguiente:

Lo cierto es que cuanto más se acercaba el plan de Hitler para derrocar a Rusia como el último enemigo posible en el continente europeo, se obsesionaba más con una idea — con lo cual había estado considerando la «solución final» durante mucho tiempo — de aniquilar a los judíos en los territorios bajo su control. No pudo haber sido más tarde de marzo de 1941, cuando declaró abiertamente su intención de fusilar a los comisarios políticos del Ejército Rojo, donde emitió su decreto secreto — que nunca apareció por escrito, aunque fue mencionado verbalmente en varias ocasiones — en que los judíos debían ser eliminados.

Alfred Streim escribió en respuesta que Krausnick había sido engañado por la línea inventada después de la guerra para reducir la responsabilidad de los jerarcas del Einsatzgruppen llevados a juicio. Klaus Hildebrand escribió que:

En términos cualitativos, las ejecuciones por disparos no fueron diferentes de la realización técnicamente más eficiente de la «solución física final» por gaseamiento, de la cual fueron un preludio.

### Funcionalistas
Contra la interpretación intencionalista, los historiadores funcionalistas como Martin Broszat argumentaron que los funcionarios inferiores del Estado nazi habían comenzado a exterminar a judíos por su propia iniciativa. Broszat argumentó que el Holocausto comenzó «poco a poco» cuando los funcionarios alemanes se fueron encontrando con el genocidio. Broszat argumentó que en el otoño de 1941 los funcionarios alemanes habían comenzado a maquinar esquemas «improvisados» como la «solución más simple» para la «cuestión judía». En opinión de Broszat, Hitler posteriormente aprobó las medidas iniciadas por los funcionarios inferiores y permitió la expansión del Holocausto desde Europa del Este hacia todo ese continente. De esta manera, Broszat argumentó que la Shoah no se inició en respuesta a una orden, escrita o no escrita, de Hitler, sino que era más bien «una salida del callejón sin salida en el que los nazis habían maniobrado». El historiador estadounidense Christopher Browning ha argumentado que:

Antes de la invasión, los Einsatzgruppen no recibieron órdenes explícitas de la exterminación total de judíos en el territorio soviético. Junto con la incitación general a una guerra ideológica y racial, sin embargo, se les dio la tarea general de liquidar enemigos «potenciales». La muy debatida directiva de (Reinhard) Heydrich, el 2 de julio de 1941, confeccionó una lista mínima de aquellos que tenían que ser liquidados de inmediato, incluidos todos los judíos en puestos de Estado y partido. Es muy probable, además, que a los líderes de Einsatzgruppen se les informara sobre el objetivo futuro de una Rusia libre de judíos a través del asesinato masivo sistemático.

Por el contrario, el historiador suizo Philippe Burrin sostiene que tal decisión no se tomó antes de agosto de 1941, señalando las órdenes dadas por el líder máximo de las Schutzstaffel (SS), Heinrich Himmler, el 30 de julio de 1941 al 2° Regimiento de Caballería de las SS y la Brigada de Caballería SS operando en los marismas de Pinsk en la operación Pripyat, la cual pedía el asesinato de judíos varones solo mientras las mujeres y niños judíos iban a ser llevados a aquellas (marismas). Browning sostiene que en algún momento a mediados de julio de 1941 Hitler tomó la decisión de comenzar un genocidio general debido a su entusiasmo por sus victorias sobre el Ejército Rojo, mientras que Burrin sostiene que la decisión se tomó a fines de agosto de 1941 debido a la frustración de Hitler por la desaceleración de la Wehrmacht. Sir Ian Kershaw sostiene que la expansión dramática tanto en el rango de víctimas como en la intensidad de los homicidios después de mediados de agosto de 1941 indica que Hitler emitió una orden en ese sentido, muy probablemente una orden verbal transmitida a los comandantes de Einsatzgruppen a través de Himmler o Heydrich. No está claro si fue una decisión tomada por iniciativa propia de Hitler motivada solo por sus propios prejuicios antisemitas, u ordenó que los otros tres Einsatzgruppen emularan el sangriento ejemplo del Einsatzgruppe A (impresionado con la voluntad y capacidad del Einsatzgruppe A de asesinar mujeres y niños judíos).
El historiador canadiense Erich Haberer ha afirmado que el «punto álgido del genocidio báltico», como los homicidios cometidos por el Einsatzgruppe A entre julio y octubre de 1941 son conocidos por los historiadores, fueron el desarrollo clave en la evolución de la política antisemita nazi que resultó en la Holocausto. El área báltica fue testigo tanto de los asesinatos más extensos e intensos de todos los Einsatzgruppen con una cantidad de 90.000 a 100.000 judíos asesinados entre julio y octubre de 1941, que llevaron a la destrucción casi total de las comunidades judías en esa área. Haberer sostiene que el «punto álgido del genocidio báltico» ocurrió en el momento en que los otros planes nazis para una solución final territorial como el Plan Madagascar eran improbables, sugiriendo así que para los líderes nazis el genocidio era de hecho «factible» a una «solución final a la cuestión judía».

## Interpretaciones

### Intencionalismo extremo
Los intencionalistas extremos creen que Hitler definitivamente tenía como plan el Holocausto para el año 1924, si no antes. Lucy Dawidowicz argumentó que Hitler ya había decidido el Holocausto antes de 1919. Para apoyar su interpretación, Dawidowicz señaló numerosas declaraciones antisemitas extremas hechas por Hitler. La crítica se ha centrado en el hecho de que ninguna de estas afirmaciones se refiere a matar a todo el pueblo judío; de hecho, muy pocos se refieren a matar judíos en absoluto. Solo una vez en Mein Kampf Hitler se refiere a asesinar a judíos cuando afirma que si solo 12.000 a 15.000 judíos hubieran sido gaseados en lugar de soldados alemanes durante la Primera Guerra Mundial, entonces el «sacrificio de millones en el frente no hubiera sido en vano». Dado que Mein Kampf tiene 694 páginas, sostienen los críticos de Dawidowicz, ella hace demasiada frase. Daniel Goldhagen fue más allá, sugiriendo que la opinión popular en Alemania ya simpatizaba con una política de exterminio judío antes de que el partido Nazi llegara al poder. Él afirma en su libro «Hitler’s Executors Willing» que Alemania acogió con entusiasmo la persecución de los judíos por parte del régimen nazi durante el período 1933-1939.

### Intencionalismo moderado
Intencionalistas moderados como Richard Breitman creen que Hitler había decidido sobre el Holocausto en algún momento a fines de la década de 1930 y ciertamente no más tarde de 1939 o 1941. Esta escuela se aferra mucho al «discurso de Profecía» de Hitler el 30 de enero de 1939 ante el Reichstag donde este declaró que «los financieros judíos comenzaron otra guerra mundial, (...) y que luego el resultado sería la aniquilación de toda la raza judía en Europa». El principal problema con esta tesis, como señala Yehuda Bauer, es que aunque esta declaración claramente compromete a Hitler al genocidio, no hizo ningún esfuerzo después de pronunciar este discurso para que se llevara a cabo. Además, Ian Kershaw ha señalado que hay varias entradas en el diario de Joseph Göbbels a finales de 1941, en las que el otrora ministro de propaganda escribe que «la profecía del führer se está cumpliendo de manera formidable». La impresión general que se tiene es que Göbbels está bastante sorprendido de que Hitler hablara en serio acerca de llevar a cabo la amenaza del «discurso de profecía».

### Funcionalismo extremo
Funcionalistas extremos como Götz Aly creen que los líderes nazis no tuvieron nada que ver con la iniciación del Holocausto y que toda la iniciativa provino de los rangos inferiores de la burocracia alemana. Esta filosofía es lo que se conoce como el enfoque ascendente del Holocausto. Aly ha hecho gran parte de los documentos de la burocracia del Gobierno General Alemán de Polonia, argumentando que la población de Polonia tendría que disminuir en un 25% para permitir el crecimiento de la economía polaca. La crítica se centra en la idea de que esta explicación realmente no muestra por qué los nazis deportarían a los judíos de Francia y los Países Bajos a campos de exterminio en Polonia si Polonia se preocupaba por los nazis, y por qué los judíos de Polonia eran blanco de ataques al azar muestra del 25% de la población polaca. Una crítica adicional de este tipo funcionalismo señala que Hitler y otros líderes nazis retrasaron los vagones que suministraban complementos a las tropas de primer orden en la Unión Soviética (URSS), para que los judíos puedan ser deportados por ferrocarril desde la URSS a campos de exterminio demostrando así la búsqueda de políticas genocidas sobre acciones pragmáticas de guerra.

### Funcionalismo moderado
Los funcionalistas moderados, como Karl Schleunes y Christopher Browning, creen que la rivalidad dentro de la inestable estructura de poder nazi proporcionó la principal fuerza impulsora detrás del Holocausto. Los funcionalistas moderados creen que los nazis intentaron expulsar a todos los judíos de Europa, pero solo después del fracaso de estos planes recurrieron al genocidio. Esto, como se dijo, se conoce como el «camino tortuoso» al genocidio.

### Síntesis
Varios académicos como Arno J. Mayer, Yehuda Bauer, Ian Kershaw y Michael Marrus han desarrollado una síntesis de las escuelas funcionalistas e intencionalistas. Han sugerido que el Holocausto fue el resultado de presiones que vinieron tanto de arriba como de abajo y que Hitler carecía de un plan maestro, pero fue la fuerza decisiva detrás del Holocausto. La frase «radicalización acumulativa» se usa en este contexto para resumir la forma en que la extrema retórica y la competencia entre las diferentes agencias nazis produjeron políticas cada vez más extremas, mientras fanáticos subalternos burocráticos ponían en práctica lo que creían que Hitler habría aprobado con base en sus discursos ampliamente diseminados y propagandísticos.
Dado el hecho de que los estudiosos han escrito tanto en relación con la Alemania nazi, Richard Bessel afirma que: «el resultado es una imagen mucho más informada, mucho más detallada y más matizada del régimen nazi, y la mayoría de los historiadores serios del régimen nazi ahora son, hasta cierto punto, «intencionalistas» y «funcionalistas», en la medida en que esos términos todavía se pueden usar en absoluto». Mientras que algunos historiadores pueden permanecer atrincherados en este tema, no existe aún una teoría causal unificada para explicar uno de los mayores crímenes en la historia.